# Lantau
Lantau (大嶼山S, Dà yǔ shānP) è un'isola della regione amministrativa speciale di Hong Kong, in Cina.
Si tratta della più grande tra le isole di Hong Kong ed è situata presso la bocca del fiume delle Perle.
Dal punto di vista amministrativo l'isola fa parte del distretto delle Isole e, per una porzione settentrionale di essa, del distretto di Tsuen Wan.
Su di essa è posizionato il primo parco Walt Disney Company realizzato in Cina: l'Hong Kong Disneyland.